# Камаркханда
Камаркханда (бенг. কামারখন্দ, англ. Kamarkhanda) — город на севере Бангладеш, административный центр одноимённого подокруга. Площадь города равна 4,01 км². По данным переписи 2001 года, в городе проживало 7688 человек, из которых мужчины составляли 51,62 %, женщины — соответственно 48,38 %. Плотность населения равнялась 1917 чел. на 1 км². Уровень грамотности населения составлял 33 % (при среднем по Бангладеш показателе 43,1 %).